# 海之号角2：失落王国的骑士
《海之号角2：失落王国的骑士》是由芬兰游戏工作室Cornfox＆Bros开发的开放世界动作冒险游戏。它于2019年9月19日透过Apple Arcade独家发行。它是2013年发行的《海之号角：神秘海怪》的续集。
《海之号角2》的游戏玩法和图形设计紧跟塞尔达传说系列游戏，尤其是《塞尔达传说 旷野之息》。

## 游戏评价
《海之号角2》获得了媒体的普遍好评。它在发布后不久就成为了Apple Arcade的“王牌独家游戏”之一。